# ポップオーバー
ポップオーバー（英語: popover）は、鶏卵を含む小麦粉の生地で作られるロールパンの一種。ヨークシャー・プディングと似ており、一般的にはマフィン用の型、ココット、あるいは専用のポップオーバー用の型で焼かれる。
ポップオーバーは菓子（例えば果物とホイップクリームでトッピングしたりバターとジャムを塗り朝食やアフタヌーンティーに提供したりされる）として、あるいはビスケットやイギリスのスコーンと同様に昼食や夕食の食事としても提供されうる。
日本においても2014年ごろから提供される店が増えてきており、一時はブームになりつつあった。

## 名称
ポップオーバー（popover）という名前は、焼いている最中に膨らんだ生地が飛び出し（pop）、容器に覆いかぶさる（over）ことに由来する。またの名前をラップランダー（Laplander）ともいうが、これはサーミ人（ラップランド人）を指す古い言葉である。 

## 歴史
ポップオーバーは、相当の進化を遂げているものの、17世紀からイングランドで作られてきたヨークシャー・プディングや類似のバター・プディングのアメリカバージョンであるといえる。
知られている中で最も古いポップオーバーに関する言及は、1850年のE. E. スチュアートの手紙の中にある。 ポップオーバーのレシピが掲載された最初の料理本は、1876年に発売されたM.H.ヘンダーソンの「プラクティカル・クッキング」（Practical Cooking）である。料理本以外で初めてポップオーバーに言及した書籍は1892年に発行されたA.A.ヘイズのJesuit's Ringである。
エヴァン・ジョーンズによるアメリカの料理 (1974)は以下のように述べている。「メイン州から来たポートランドの入植者たちは、ヨークシャー州のプディングを、ローストビーフ、時にはローストポークの肉汁で滑りを良くしたカスタード・カップの中のバターを使うことでアメリカナイズした。別のアレンジではニンニクを使用し、しばしばハーブも用いる。この料理は、それぞれのパリパリした肉の風味のペイストリーが膨らむことから、ポートランド・ポップオーバー・プディングと呼ばれている。」。
他のアメリカのポップオーバーのバリエーションには、小麦粉をカボチャのピューレに置き換え、オールスパイスやナツメグなどのスパイスを加えたものがある。しかし今日のアメリカのポップオーバーの大半は、肉やハーブで味付けされない生地そのもののシンプルなものである。
オグデン・ナッシュは歴史的出来事の順序をこのようにひっくり返している。
Let's call Yorkshire pudding

A fortunate blunder:

It's a sort of popover

That turned and popped under.

## 脚註
1. ↑  外はサクッ、中はもちっ！ 新食感デザート「ポップオーバー」日経BP
2. ↑  ニューヨークなどで話題の「ポップオーバー」 特徴的な形のパンを紹介ライブドアニュース
3. ↑  Prescott, Augusta S (1889). Journal cook book
4. ↑  Beard, James (1996-10-01). James Beard's American Cookery. ISBN 9780883659588
5. ↑  McGee, Harold (2004-11-16). On Food and Cooking: The Science and lore of the Kitchen. p. 551. ISBN 9780684800011
6. ↑  オックスフォード英語辞典
7. ↑  Henderson, Mary F. (1876). Practical Cooking and Dinner Giving 2009年10月11日閲覧。